# Manuel Alemán
Manuel Alemán Álamo (Agaete, Gran Canaria, 1931 - Las Palmas de Gran Canaria, 1991), teólogo, psicoterapeuta, psicólogo social, escritor y catedrático de Psicología de la Educación.

## Vida y obra
Su trabajo intelectual en ciencias sociales fue interdisciplinar, nadando epistemológicamente entre la psicología, la sociología, la historia y el análisis cultural (antropología)A pesar de haber sido ordenado sacerdote, sus preocupaciones se centraron en cuestiones de identidad y problemas sociales de Canarias, más que en cuestiones religiosas. Como promotor de conciencia social y ética entre los jóvenes fue conciliario de la JEC (Jóvenes Estudiantes Cristianos), tomando del cristianismo sus aspectos más sociales y políticos, de ahí su inclinación por la teología de la liberación. Criticó en vida el postulado de algunos movimientos cristianos, que, dentro de la propia universidad y en la política, abogaban por las relaciones entre fe y cultura, pues la fe, según sus propias palabras, es también "un producto cultural".
Su formación humanista se inicia en el Seminario de Canarias y con los estudios de Teología en la Universidad Gregoriana de Roma (Italia). Posteriormente se doctoró en la Universidad Pontificia de la ciudad española de Salamanca. Fue uno de los agentes principales del postconcilio en Canarias y desde su cargo de Rector del Seminario, a los 23 años, formó en esta línea a varias generaciones de sacerdotes isleños. Posteriormente se especializó en Psicología en la Universidad Complutense y se doctoró en Filosofía y Ciencias de la Educación en la Universidad de Comillas. Su tesis Praxis y Educación en la que estudia el pensamiento de Pablo Freire, fue galardonada con el premio Andrés Bello, concedido por el Instituto de Cooperación Iberoamericana en 1988. 
Hoy cuenta con el Instituto de Psicología Social Manuel Alemán, creado por su principal discípulo, José Antonio Younis Hernández. También cuenta con un Aula en la Universidad de Las Palmas de Gran Canaria, auspiciado por la iglesia católica. 
Como dice José Antonio Younis en la presentación de su obra principal, "Psicología del Hombre Canario", editado por el Instituto de Psicología Social: 

"Como decía Sontag sobre las tres clases posibles de personas que provocan cambios sociales, Manuel Alemán era de las que hacía que sucedieran las cosas, frente a las que sólo ven cómo suceden (los intelectuales de sillón, lejos del populacho que les estorba sus sesudas reflexiones) y a los que no saben lo que les ha sucedido (las víctimas sociales de la razón instrumental)."

Su labor se centró en la investigación, reflexión y divulgación de los elementos que configuran la cultura canaria y la psicología del pueblo, todo ello mientras ejercía la docencia en la actual Facultad de Formación del Profesorado como catedrático de Psicología, en la Escuela Universitaria de Trabajo Social como Director y, ya mucho menos en los últimos años, en el Centro Teológico de Las Palmas de Gran Canaria. 
Las que él mismo consideró sus obras fundamentales fueron Psicología del hombre canario, publicada en 1980, con 10 reimpresiones en la actualidad y, en segundo lugar, Praxis y educación, en 1987, con la que ganó el Premio Andrés Bello.